# Роузбург (Орегон)
Роузбург (англ. Roseburg) — місто (англ. city) в США, в окрузі Дуглас штату Орегон. Населення — 23 683 особи (2020).

## Географія
Роузбург розташований за координатами 43°13′20″ пн. ш. 123°21′9″ зх. д. / 43.22222° пн. ш. 123.35250° зх. д. (43.222336, -123.352482).  За даними Бюро перепису населення США в 2010 році місто мало площу 26,42 км², з яких 25,92 км² — суходіл та 0,50 км² — водойми.

### Клімат
| Клімат : Роузбург             | Клімат : Роузбург | Клімат : Роузбург | Клімат : Роузбург | Клімат : Роузбург | Клімат : Роузбург | Клімат : Роузбург | Клімат : Роузбург | Клімат : Роузбург | Клімат : Роузбург | Клімат : Роузбург | Клімат : Роузбург | Клімат : Роузбург | Клімат : Роузбург |
| Показник                      | Січ.              | Лют.              | Бер.              | Квіт.             | Трав.             | Черв.             | Лип.              | Серп.             | Вер.              | Жовт.             | Лист.             | Груд.             | Рік               |
| Абсолютний максимум, °C       | 21,7              | 26,1              | 28,3              | 33,3              | 40,6              | 40,0              | 42,8              | 42,2              | 40,0              | 35,6              | 24,4              | 21,1              | 42,8              |
| Середній максимум, °C         | 9,8               | 11,9              | 14,3              | 16,9              | 21,1              | 24,4              | 29,1              | 29,3              | 25,9              | 19,1              | 11,9              | 8,7               | 18,6              |
| Середня температура, °C       | 6,2               | 7,4               | 9,2               | 11,2              | 14,7              | 17,7              | 21,3              | 21,2              | 18,3              | 13,1              | 8,3               | 5,6               | 12,9              |
| Середній мінімум, °C          | 2,5               | 2,9               | 4,1               | 5,6               | 8,4               | 11,0              | 13,4              | 13,1              | 10,7              | 7,1               | 4,6               | 2,4               | 7,2               |
| Абсолютний мінімум, °C        | −18,3             | −10,6             | −7,2              | −3,9              | −3,3              | 1,1               | 3,9               | 5,0               | 0,0               | −6,1              | −9,4              | −15               | −18,3             |
| Норма опадів, мм              | 125               | 67                | 76                | 62                | 52                | 19                | 3                 | 5                 | 21                | 53                | 118               | 178               | 779               |
| Днів з опадами                | 18,8              | 15,0              | 16,6              | 15,1              | 10,1              | 6,2               | 1,1               | 1,6               | 4,4               | 11,1              | 17,4              | 20,6              | 138,0             |
| Вологість повітря, %          | 86.7              | 81.4              | 75.8              | 72.2              | 66.9              | 63.5              | 57.3              | 58.3              | 62.2              | 75.6              | 85.9              | 87.6              | 72                |
| ----------------------------- | ----------------- | ----------------- | ----------------- | ----------------- | ----------------- | ----------------- | ----------------- | ----------------- | ----------------- | ----------------- | ----------------- | ----------------- | ----------------- |
| Джерело: NOAA and Weatherbase |                   |                   |                   |                   |                   |                   |                   |                   |                   |                   |                   |                   |                   |

## Демографія
Згідно з переписом 2010 року, у місті мешкала 21 181 особа в 9081 домогосподарстві у складі 5177 родин. Густота населення становила 802 особи/км².  Було 9732 помешкання (368/км²).
Расовий склад населення:
| - 91,0 % — білих - 1,7 % — корінних американців - 1,6 % — азіатів - 0,5 % — чорних або афроамериканців - 0,3 % — вихідців з тихоокеанських островів - 1,4 % — осіб інших рас |

До двох чи більше рас належало 3,5 %. Частка іспаномовних становила 5,5 % від усіх жителів.
За віковим діапазоном населення розподілялося таким чином: 21,7 % — особи молодші 18 років, 59,2 % — особи у віці 18—64 років, 19,1 % — особи у віці 65 років та старші. Медіана віку мешканця становила 41,1 року. На 100 осіб жіночої статі у місті припадало 92,5 чоловіків;  на 100 жінок у віці від 18 років та старших — 89,9 чоловіків також старших 18 років.
Середній дохід на одне домашнє господарство  становив 53 927 доларів США (медіана — 39 670), а середній дохід на одну сім'ю — 68 844 долари (медіана — 58 367). Медіана доходів становила 41 770 доларів для чоловіків та 35 584 долари для жінок. За межею бідності перебувало 20,3 % осіб, у тому числі 30,7 % дітей у віці до 18 років та 6,5 % осіб у віці 65 років та старших.
Цивільне працевлаштоване населення становило 8472 особи. Основні галузі зайнятості: освіта, охорона здоров'я та соціальна допомога — 28,0 %, роздрібна торгівля — 13,0 %, виробництво — 9,4 %, публічна адміністрація — 8,0 %.

## Персоналії
- Жюльєн Джозефсон (1881-1959) — американський сценарист.